# THE SEITARO★RADIO SHOW「1700」
『THE SEITARO★RADIO SHOW「1700」』（ザ・セイタロウレディオショー「いちななまるまる」）はNACK5の番組。

## 概要
これまでの『NACK Nパス』の放送枠を引き継ぎ、パーソナリティーに大野勢太郎を据えて新しい夕方の情報番組として再出発。
この番組では、ラジオのリスナーたちが「1日を締めくくる夕方5時（17時）からの50分!」として、これまでNACK5で放送されていた『大野勢太郎の楽園ラジオ〜パワー全開!!〜』での「エンターテインメントさ」と『WARMING-UP MUSIC』の「ビビッドな味」をそれぞれミックスさせて送る生ワイド番組となっている。
番組名やコーナー名の「1700」は「いちななまるまる」と読む。番組リスナーの呼称は「17ラジアン（いちなならじあん）」で、初回放送で大野自身が決めた。2025年1月9日の放送で放送回数が通算1000回に達した。

## 放送時間
- 毎週月曜日 - 木曜日 17:00 - 17:50

### 特別編成
『THE SEITARO★RADIO SHOW「1700」 〜浦和競馬場スペシャル〜』と題して、浦和競馬場からの生放送を実施した。放送時間を通常より30分延長し、18:20まで放送。詳細は以下の通り。なお、後番組の『エネクル presents まいにちザキヤマ』は18:20 - 18:30に後ろ倒しとなり、『キラスタ』は18:30 - 20:00の短縮放送となった。
- 2023年8月30日 - ルーキーズサマーカップ[2]（ゲスト：長谷川雄啓）[3]
- 2024年6月19日 - さきたま杯[4]（ゲスト：田倉寛史）

以上の競走は、2024年度から夏季開催で気温の上昇に伴う人馬の暑熱（熱中症）対策の一環として、発走時刻を繰り下げるため、本番組の放送時間と競走の発走時刻が重複することはなくなり、それぞれ翌年より本番組とは別に特別番組（競走当日 18:00 - 20:00）を放送。

## パーソナリティ
- 大野勢太郎

かつて『WARMING-UP MUSIC』で平日朝の帯番組を担当していた大野だが、その後は週1回の『大野勢太郎の楽園ラジオ〜パワー全開!!〜』を担当しており、NACK5の帯番組に復帰するのは2016年9月以来、3年半ぶりとなる。また、大野は『セイタロー&ケイザブロー おとこラジオ』で深夜番組の経験もあるが、夕方の時間帯を担当するのは初めてである。

## タイムテーブル
- 17:00　オープニング
- 17:03　NACK5 NEWS（ニュースルームのアナウンサーには任せず大野が自ら担当）
- 17:05　todayトピックス
- 17:12　NACK5 TRAFFIC（交通管制センター）
- 17:15　デイリー★1700（日替わりコーナー）
- 17:26　NACK5 TRAFFIC（トヨタ勝又グループ提供：警視庁スタジオ）
- 17:29　滝島杏のLions Report（プロ野球シーズン中のみ放送）
- 17:36　NACK5 TRAFFIC（西武グループ提供：交通管制センター）
- 17:45　エンディング（曜日ごとにテーマがあり、それに沿った楽曲を流す）

※交通管制センターは、月・火曜が吉田美佐、水・木曜が溝淵美智子が担当。

## コーナー

### デイリー★1700
- 月曜  1700★今夜の晩御飯（ベルク提供。リスナーに直接電話をつないで、最強の晩御飯やレシピを紹介する）
- 火曜　テレフォン★1700（その日の話題に詳しい専門家に電話をつなぐ）
- 水曜　ドライブ★1700（おすすめグルメスポットなどを紹介）
- 木曜　フリーダム★1700スペシャルトーク（50分を通して大野がフリーダムに語る）